# Gertrud Arndt
Pour les articles homonymes, voir Arndt.
Gertrud Arndt née le 20 septembre 1903 à Ratibor et morte le 10 juillet 2000 à Darmstadt est une photographe allemande influencée par le style Bauhaus. Elle a également dessiné et tissé de magnifiques tapis durant sa formation au Bauhaus.

## Biographie
Gertrud Arndt naît le 20 septembre 1903 à Ratibor. Elle est la plus jeune des quatre filles de Johan Hantschk et d'Antoinette Ziegler. Elle fréquente les écoles de sa ville et en 1916, après divers séjours à Vienne et à Offenbach, elle s'installe avec sa famille à Erfurt, où elle poursuit ses études. Elle se passionne pour l'art et devient une partisane des nouvelles philosophies alimentaires de type végétarien. En 1919 elle se tourne vers l'architecture, prenant pour modèles Le Corbusier et Ozenfant. De 1919 à 1922, elle fréquente à Erfurt l'atelier de l'architecte Karl Meinhardt, ami de Walter Gropius, puis elle s'inscrit à l'école d'arts appliqués où elle suit les cours d'écriture, de dessin et d'histoire de l'art. C'est en particulier grâce à ce dernier cours, et à l'enseignement du professeur Overmann, que Gertrud se rapproche des avant-gardistes. Parmi les artistes qu'elle admire le plus on trouve Klee, Kandinsky, Nolde, Heckel et Pechstein, dont l'utilisation expressive de la couleur est pour elle une véritable révélation. Son intérêt pour la photographie date de cette période: avec un appareil 6x4, elle commence en effet, en autodidacte, à photographier des bâtiments et des architectures.

## L'entrée au Bauhaus
En 1923, elle décide de suivre la préparation d'entrée au Bauhaus, car elle est encore convaincue de vouloir devenir architecte mais elle découvre qu'il n'y a pas encore de vrai département d'architecture. Grâce à une bourse d'études, elle suit les cours préliminaires de Laszlo Moholy-Nagy et de Wassily Kandinsky durant le premier semestre, puis ceux de Paul Klee et d'Oskar Schlemmer durant le second. Elle abandonne très vite le cours de dessin architectural d'Adolf Meyer, peut-être en raison du sentiment d'inadéquation que lui procure le fait d'être quasiment la seule femme à faire partie de cette section de l'enseignement traditionnellement masculine. Walter Gropius, qui a prôné officiellement l'égalité entre les femmes et les hommes au Bauhaus, craint en réalité qu'un nombre élevé d'élèves féminines (elles représentent plus d'un tiers des élèves à l'ouverture du Bauhaus) ne nuise à la réputation de l'école. Dès 1920, elles sont systématiquement affectées à l'atelier de tissage. S'ensuit un cursus étudiant marqué par une prédominance masculine des cours et un chemin semé d’embûches pour la femme qu'elle était.

## Le tissage
Bien qu'elle n'ait jamais voulu tisser, elle entre donc à l'atelier de tissage où elle retrouve Gunta Stölzl et Otti Berger avec qui elle nouera une solide amitié.
Gertrud Arndt est toute menue et le travail sur le métier à tisser géant lui est difficile et fastidieux, ses pieds atteignent à peine les pédales. Si les femmes sont considérées trop fragiles pour sculpter, personne ne s'offusque alors de les mettre devant des métiers surdimensionnés...
La théorie des formes et des couleurs de Paul Klee la marque fortement. Le thème du carré, que Klee a lui-même abondamment interprété, est devenu un leitmotiv pour ses futurs projets de même que sa façon d'utiliser les couleurs.
Elle conçoit des tissus à carreaux et à rayures aux couleurs riches, des dessins de tapis tissés et noués, souvent avec de minuscules carrés.
Elle réalise un projet de tapis pour le bureau du directeur Gropius qui devait être réaménagé pour la grande exposition de 1923. Ce tapis noué, composé de carrés bleus et jaunes assorti au mobilier, "Carpet 2", accentue le caractère cubique du bureau. Le dessin de ce tapis et douze échantillons ont été conservés et ont permis de retisser le tapis au moment de la reconstruction du bureau du Directeur.
Le contexte économique est très difficile durant les années 20, les élèves sont sous-alimentés et l'inflation galopante. Gertrud Arndt ne bénéficie pas du soutien financier de sa famille et doit subvenir seule à ses besoins. Elle y réussit, entre autres avec l'exécution de commandes par l'atelier ou la production de pièces d'exposition, pour les foires commerciales. Gertrud Arndt, avec quelques autres élèves, comme Mila Lederer, s' insurge du fait que les pièces d'exposition ne portent que la mention « Bauhaus » et jamais le nom des auteurs.
Gertrud Arndt conçoit de nombreux échantillons destinés à la production de tissus au mètre, souvent avec des rayures aux tons sobres, d'une grande simplicité. En 1979, la firme Stock a pu les reproduire.
En 1927, lorsqu'elle s'installe à Dessau avec le Bauhaus, elle réalise le tapis noué « Thost Nr. 4 » pour un armateur de Hambourg.
Le 4 mars 1927, Gertrud Arndt passe son diplôme du Bauhaus et, à partir de ce moment, n'entrera plus jamais dans une pièce où il y a un métier à tisser...
Cependant en 1994, la Firme Vorwerk présente une nouvelle collection de tapis à Dessau « Classic : Les femmes du Bauhaus », conçue pour la première fois uniquement par des femmes. Des dessins conçus dans des conditions difficiles par Gertrud Arndt, Monica Bella-Broner, Kitty Fischer, Grete Reichardt et Gunta Stölzl. Elle retourne à Dessau à cette occasion.
Ses motifs sont aujourd'hui parmi ceux qui sont le plus reproduits des textiles du Bauhaus.

## La photographie en autodidacte
En novembre 1927, elle épouse Alfred Arndt, lui aussi élève de l'école, spécialisé en peintures murales, et qui travaille dans un cabinet d'architectes à Probstzella, en Thuringe. En 1929, elle déménage à Probstzella puis le couple revient à Dessau où Alfred Arndt prend la responsabilité de l'atelier de construction du Bauhaus.
Elle réalise des portraits impressionnants de son amie Otti Berger. Elle expérimente les techniques et les perspectives typiques de l'époque : vues obliques inhabituelles, sur- et sous-exposition, coupes radicales, contrastes prononcés entre ombre et lumière,...
Mais ce sont ses séries de 43 autoportraits intitulés « Maskenselbstporträten » (autoportraits masqués), qui feront sa célébrité,. Ils sont réalisés autour de 1930, à Dessau. Elle s'y met en scène dans des réinterprétations ludiques de rôles féminins traditionnels, des archétypes féminins de l’histoire (dans un portrait particulier, ses cheveux tombent en cascade et ses seins sont exposés à la façon de Klimt), ou dans le costume glamour du Weimar, la «nouvelle femme» moderne de l'époque portant le bubbykopf à la mode. Gertrud Arndt a interprété tous les rôles des femmes de Weimar. Bien qu'elle n'ait pas voulu, à l'époque leur donner une signification profonde, ses portraits sont imaginatifs et provocants.
Elle utilise abondamment les textiles, se drapant dans des voiles et dentelles, ou s'appuyant sur des tissus à motifs dans ses autoportraits. Dans certaines photos, des couches de tissu sont superposées, s'emmêlent et se confondent de sorte que tout ne semble qu'être un : arrière-plan, vêtements, linceul, visage...
Ces tissus enveloppants deviennent une seconde peau, suggérant l'émergence de soi dans une culture obsédée par la surface, l'apparence. C'est une démarche subversive : elle utilise la seule technique qu'elle ait été autorisée à étudier en tant que femme pour mettre en évidence le façonnement restrictif du féminin.
Étonnamment, elle ne se considèrera jamais comme une photographe. Et, selon elle, presque personne ne connaît ses photos. "Lors de mon arrivée à Weimar, personne ne pouvait photographier. La seule qui pouvait... (c'était) Lucia Moholy... Elle affirme que Joost Schmidt, responsable du service de publicité du Bauhaus, était le seul à "savoir ce que je faisais", ainsi que son ami Otti Berger et son mari Alfred.
Alexandra, la fille du couple Arndt naît en 1931.
Juste avant la fermeture du Bauhaus en 1932, Gertrud Arndt prend encore des photos dans différentes pièces de l'école, avec Otti Berger, mettant soigneusement en scène des scènes d'adieu. Inge Hansen-Schaberg pense que Gertrud Arndt a ainsi voulu « consciemment construire le souvenir du Bauhaus » (2009).
La famille Arndt ne suit pas le Bauhaus à Berlin mais retourne à Probstzella. Leur fils Hugo y naît en 1937. Dans ses lettres, Gertrud Arndt propose à Gunta Stölzl de les rejoindre dès que leur situation financière sera assurée. Mais finalement Gunta partira en Suisse et c'est elle qui les aidera à survivre durant les difficiles années de guerre, en leur envoyant des colis.
Trois ans après la Seconde Guerre mondiale, ils fuient avec de grandes difficultés la zone soviétique et s'installent à Darmstad.
Gertrud Arndt se consacre désormais à sa famille et cesse plus ou moins de prendre des photos.
Ce n'est qu'en 1976, après le décès de son mari qu'elle reprend la photographie.
Gertrud Arndt décède le 10 juillet 2000 à Darmstad. Elle avait invité ses amis et parents à célébrer une joyeuse fête du Bauhaus à sa mort...
Elle n'aura eu que 13 ans d'activité artistique et ne réalisera jamais son rêve d'être architecte. Il semble que les circonstances extérieures, les conventions, ont été plus fortes. Malgré son caractère combatif.
Le talent photographique de Gertrud Arndt fut redécouvert en 1980 et on l'a comparée à des photographes contemporains comme Marta Astfalck-Vietz et Claude Cahun,.

## Expositions
- 1979 : Musée Folkwang à Essen[7]
- 2013 : Eigentlich wollte ich ja Architektin werden, Bauhaus-Archiv, Berlin[12]